# Peter Müller (Jurist)

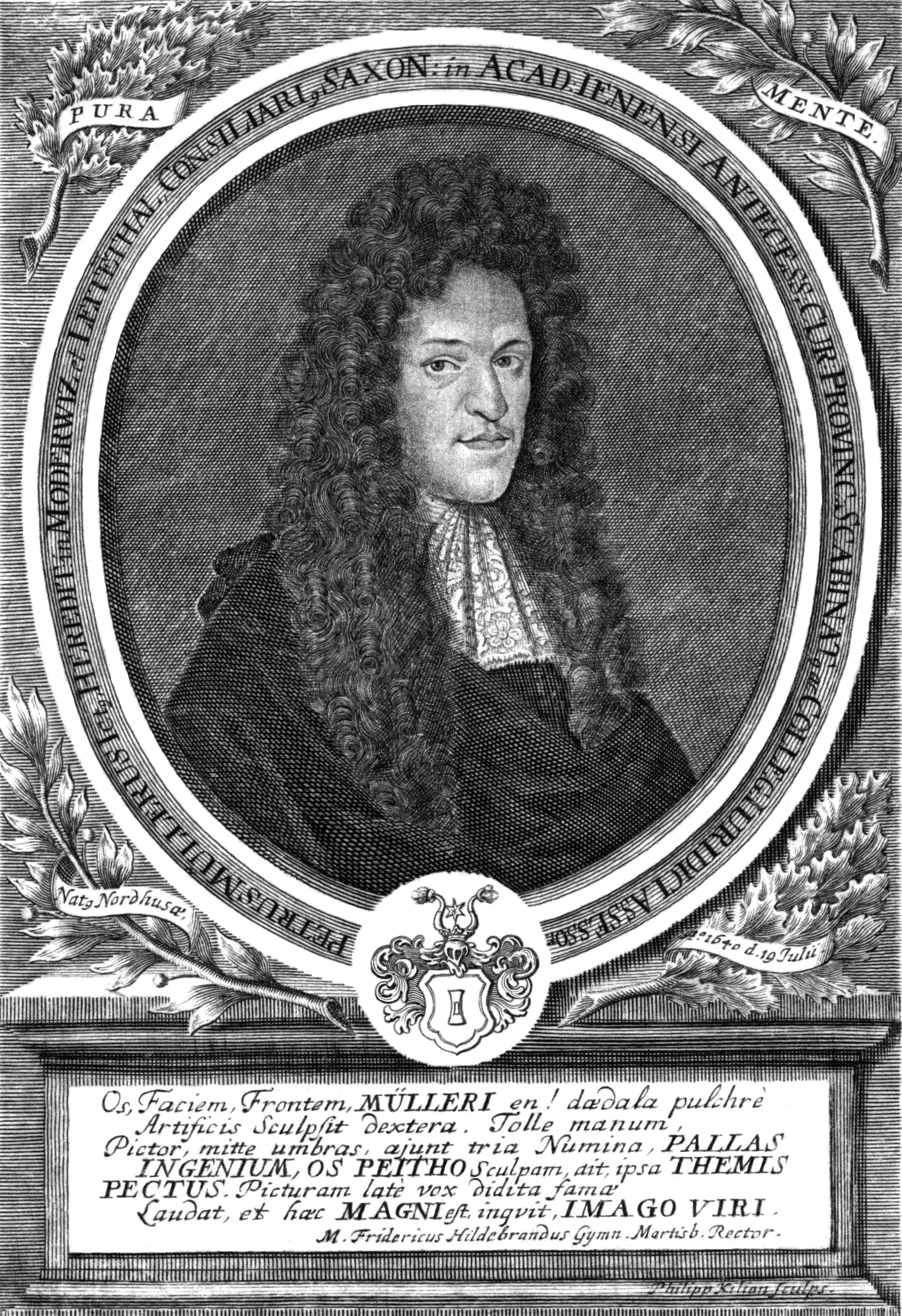
Peter Müller

Peter Müller (* 19. Juli 1640 in Nordhausen; † 31. Mai 1696 in Gera) war ein deutscher Rechtswissenschaftler. Er lehrte von 1676 bis 1693 an der Universität Jena und bekleidete dort zweimal das Rektorat. Von 1693 bis zu seinem Tod war er Kanzler der Grafen Reuß.

## Leben
Müller war der Sohn des Stadtschreibers in Nordhausen Andreas Müller und dessen Frau Catharina Barbara, der Tochter von Nicolai Rudolph. Nach dem Besuch der Schule in Nordhausen bezog er am 29. Februar 1656 die Universität Jena. Hier absolvierte er anfänglich philosophische Studien und begann ein Studium der Rechtswissenschaften. Dazu besuchte er die Vorlesungen von Erasmus Ungebaur, Christoph Philipp Richter, Georg Adam Struve und Ernst Friedrich Schröter. 1658 verteidigte Müller an der Universität Erfurt unter Johann Hermann von Sode (1633–1702) zwei Abhandlungen und hatte die Vorlesungen von Hulderich von Eyben an der Universität Gießen verfolgt.
Nach absolvierten Studien wurde er 1663 Syndikus von Bleicherode und Lora. 1667 erwarb er an der Universität Helmstedt unter Heinrich Hahn (1605–1668) mit der Inauguralschrift de Foro Protestantium in indiciis Ecclesiasticis das Lizentiat und wurde im selben Jahr 1667 zum Doktor der Rechtswissenschaft promoviert. Nach Nordhausen zurückgekehrt, erhielt er 1670 eine Stelle als Rat der Grafen von Stolberg in Stolberg, bekam 1676 eine außerordentliche Professur der Rechte an der Jenaer Hochschule und übernahm 1680 die ordentliche Professur der Institute daselbst. Damit verbunden wurde er Beisitzer des Hofgerichts und Schöppenstuhls. Im Laufe der Zeit stieg er zur Professur der Pandekten, des feudalen Lehnrechts, der Novellen und der zweiten Professur des Staatsrechts auf.
Als Hochschullehrer der Salana beteiligte er sich auch an den organisatorischen Aufgaben der Bildungseinrichtung. So war er sechs Mal Dekan der Juristenfakultät und in den Sommersemestern 1682 und 1688 Rektor der Alma Mater. Auch hatte er sich als Deputierter der Jenaer Landschaft an verschiedenen politischen Veranstaltungen beteiligt, wurde fürstlich sächsischer Rat und war unter dem Namen „Der Treumeinende“ Mitglied der Fruchtbringenden Gesellschaft geworden. 1693 folgte er einem Ruf als Kanzler der gemeinsamen Regierung der Grafen Reuß von Plauen nach Gera, wo er am 13. Dezember 1693 den Amtseid ableistete, und wurde damit verbunden Aufseher des dortigen Gymnasiums Rutheneum, an dem er als Professor der Jurisprudenz lehrte, und Präsens des Geraer Konsistoriums. Diese Ämter übte er bis zu seinem unerwarteten Tod am 31. Mai 1696 aus.

## Familie
Müller verheiratete sich 1663 mit Magdalena Pauland (1648–1699), der dritten Tochter des Kramers und Bürgermeisters in Nordhausen Martin Pauland (* 18. Februar 1609 in Sangerhausen; † 7. November 1684 in Nordhausen) und dessen am 29. August 1636 geheirateten Frau Anna Kirchberger (* 1618 in Nordhausen; † 28. April 1676 ebd.). Aus der Ehe stammen acht Söhne und vier Töchter. Von den Kindern kennt man:
- Maria Catharina Müller († jung)
- Friedrich Andreas Müller († jung)
- Johann Gerhard Müller († 5. Juni 1724 in Jena), Protonotar am Provinzialgericht in Jena[6]
- Johann Ludwig Müller (* Nordhausen), 15. August 1689 Uni. Jena, 15. April 1695 Kandidat med. ebd., Lic. med., Physicus Borna
- Loysa Christina Müller verh. Elias Caspar Judelius († 1. Oktober 1712 in Jena), Arzt Schoenburg, Waldenburg, Syndicus Jena
- Friedrich Wilhelm Müller (* Stolberg), 5. August 1679 Uni. Jena, Jurist
- Christoph Ludwig Müller (* Stolberg), 5. August 1679 Uni. Jena, Advokat in Mitau/Kurland
- Eleonora Magdalena Müller verh. Elias Heden
- Clara Margaretha Müller
- Peter Müller
- Christian Friedrich Müller (* Jena), 27. November 1702 Uni. Jena (gratis)
- Johann Wilhelm Müller († 27. Februar 1739 in Jena), Eisenachischer Rentsekretär[7]

## Werke (Auswahl)
- Decadem quaestionum juris tam publici quam privati controversarum. Erfurt 1658, Erfurt 1691.
- Diss. de judiciis ecclesiasticis Protestantium. Helmstedt 1667.
- Schedisma de conuentibus Circulorum in S. R. G. Imperio. Von Kreistagen. Duderstadt 1667.
- Joh: Casae De Officiis Inter Potentiores Et Tenuiores Amicos Liber. Nordhausen 1669 (digitale.bibliothek.uni-halle.de).
- De Annulo Pronubo Vulgo: vom Ja-Worts- oder Trawring. Jena 1672 (archive.thulb.uni-jena.de). , Jena 1676 (archive.thulb.uni-jena.de).
- De osculo sancto commentatio. Jena 1675 (reader.digitale-sammlungen.de).
- De numo confessionario vom Beicht-Pfennige. Jena 1675 (reader.digitale-sammlungen.de), Jena 1677 (archive.thulb.uni-jena.de), Jena 1682 (reader.digitale-sammlungen.de), Jena 1711 (reader.digitale-sammlungen.de), Jena 1739 (reader.digitale-sammlungen.de).
- Praesidia Domus Illustris. Jena 1677 (reader.digitale-sammlungen.de).
- Diss. jur. de pecunia pupillari eiusque Administratione, Germanicae. Von Unmündiger Kinder-Gelde, und dessen ohnsträfflichen Verwaltung. Jena 1678 (reader.digitale-sammlungen.de), Jena 1687 (reader.digitale-sammlungen.de), Jena 1700 (reader.digitale-sammlungen.de), Jena 1740 (reader.digitale-sammlungen.de).
- Periculum in mora. Jena 1678, Jena 1714 (reader.digitale-sammlungen.de), Wittenberg 1743 (reader.digitale-sammlungen.de).
- Dissertatio De Debito Bonorum Subsidio. Vom Pflicht-Theil. Jena 1678 (reader.digitale-sammlungen.de), Jena 1716 (reader.digitale-sammlungen.de).
- Diss. iur. de frigusculo. Von kaltsinniger Liebe. Jena 1678, (reader.digitale-sammlungen.de), Jena 1681 (reader.digitale-sammlungen.de), Quedlinburg 1702 (reader.digitale-sammlungen.de), Jena 1711 (digitale.bibliothek.uni-halle.de).
- Dissertatio De Principvm Germaniae Legationibvs. Jena 1678 (reader.digitale-sammlungen.de).
- Diss. de molendinis in genere, et in specie potissimum de bannariis. Von Zwang-Mühlen. Jena 1678 (reader.digitale-sammlungen.de), Jena 1695 (archive.thulb.uni-jena.de), Wittenberg 1749 (reader.digitale-sammlungen.de).
- Dissertatio De Hierologia seu Benedictione Sacerdotali In Matrimonii Negotio Usitata. Von Priesterlicher Copulation oder Einsegnung angehender Eheleute. Jena 1678 (digitale.bibliothek.uni-halle.de), Jena 1694 (archive.thulb.uni-jena.de), Jena 1708 (digitale.bibliothek.uni-halle.de), Jena 1714 (digitale.bibliothek.uni-halle.de).
- De Studio Iuris Tractando Diatribe. Jena 1678 (archive.thulb.uni-jena.de).
- De Persecutione Luporum. Von der Wolffs-Jagd. Jena 1678 (archive.thulb.uni-jena.de).
- Dissertatio De Interstitio Praediorvm. Jena 1679 (daten.digitale-sammlungen.de), Jena 1713 (reader.digitale-sammlungen.de).
- Diss. de eo quod iustum est circa misericordiam. Jena 1679 (archive.thulb.uni-jena.de), Jena 1712.
- Diss. iur. de literis amatoriis. Von Liebes-Buhlen oder Jungfer-Brieffen in und ausser der Ehe. Jena 1679 (Bernhard Pfretzschner), Jena 1687 (reader.digitale-sammlungen.de), Jena 1713 (digitale.bibliothek.uni-halle.de). Jena 1717 (reader.digitale-sammlungen.de), Jena 1735 (reader.digitale-sammlungen.de), Wittenberg 1744 (reader.digitale-sammlungen.de).
- Dissertatio de causis honorum, Von Ehren-Fällen. Jena 1679 (reader.digitale-sammlungen.de), Jena 1688 (reader.digitale-sammlungen.de), Jena 1715 (reader.digitale-sammlungen.de).
- Titul. Ult. Digestorum de Diversis Regulis Iuris Antiqui Pars Prior, continens XX. Disputationes In Academia Ienensi habitas. Jena 1679 (reader.digitale-sammlungen.de), Jena 1680 (reader.digitale-sammlungen.de), Leipzig 1680 (reader.digitale-sammlungen.de).
- Dissertatio Ivridica, De Odio Secvndarvm Nvptiarvm, Oder: Von denen rechtlichen Vorfallenheiten, so sich bey anderweitigen Verheyrathungen zu zeigen pflegen. Jena 1679, Jena 1737 (digitale.bibliothek.uni-halle.de), Wittenberg 1747 (digitale.bibliothek.uni-halle.de).
- Dissertatio de jure feretri sive cruentationis. Vom Baar Rechte. Jena 1680 (books.google.de), Jena 1688 (books.google.de), Jena 1711 (books.google.de), Jena 1735 (reader.digitale-sammlungen.de), Wittenberg 1739 (books.google.de).
- Disp. jur. de iure feretri, sive cruentationis. Germanice: Von Führung aufs Leib-Zeichen und Anrührung der Ermordeten, Und ob das Dictum Gen. IV. 10. Die Stimme deines Bruders Bluts schreyet zu mir von der Erden. Jena 1680 (reader.digitale-sammlungen.de).
- Dissertatio Juridica, De Relaxatione Carceratorum. Jena 1680 (reader.digitale-sammlungen.de), Jena 1714 (reader.digitale-sammlungen.de).
- Dissertatio De Securitate Metuentium tam de Jure Gentium, quam Civili considerata. Jena 1680 (reader.digitale-sammlungen.de).
- Exercitatio De Calore Ivvenili. Von der Jugendhitze, nebst denen daher entstehenden Verbrechen und übeln Folgen. Jena 1680, Frankfurt (Main) und Leipzig, 1752 (reader.digitale-sammlungen.de).
- Dissertatio De Jocalibus. Vom Weiber-Schmuck. Jena 1680.
- Dissertatio De Dono Nvptiali, Germanice: Vom Hochzeit-Geschencke, Vvlgo: Was dahin zu rechnen; Wer dasselbe geben und nehmen, bey allerley auch Ehebruchs-Fällen, behalten oder erben könne. Jena 1680, Jena 1739 (digitale.bibliothek.uni-halle.de).
- De Loco, Ad Locum. Jena 1680 (archive.thulb.uni-jena.de).
- Dissertatio De Calore Iuvenili. Jena 1680 (archive.thulb.uni-jena.de).
- Dissertatio iuridica de nova causa. Germanice: Was bey denen in Rechten sich eräugnenden und vorhero nicht vermutheten neuern Vorfallenheiten der Richter und Advocat zu beobachten hat. Jena 1681 (reader.digitale-sammlungen.de).
- Diss. iur.œ de favore salarii. Jena 1681 (reader.digitale-sammlungen.de).
- Diss. inaug. de praescriptione Saxonica. Jena 1681 (reader.digitale-sammlungen.de).
- Diss. de everticulo suspicionis. Jena 1681.
- Diss. jur. publici et gentium de subtili disputandi ratione in causa publicae utilitatis reiicienda. Jena 1681 (reader.digitale-sammlungen.de), Jena 1743 (reader.digitale-sammlungen.de).
- Dissertatio De Subtili Disputandi Ratione In Causa Publicae Utilitatis Rejicienda. Jena 1681 (reader.digitale-sammlungen.de).
- Diss. de concordia discordantis Germaniae. Jena 1681 (reader.digitale-sammlungen.de).
- Dissertatio De Pecunia Statis Temporibus Solvenda. Jena 1681 (archive.thulb.uni-jena.de), Jena 1700 (digitale.bibliothek.uni-halle.de).
- Disputatio De Servitutibus Personalibus. Jena 1681 (digitale.bibliothek.uni-halle.de).
- VII. Disputationes Ad Septem Partes Pandectarum Illustriores Earum Controversias Thesibus Exponentes. Jena 1681 (archive.thulb.uni-jena.de).
- De Praeoccupatione Fati. Jena 1681 (archive.thulb.uni-jena.de).
- Dissertatio De Dignitate Effigiata. Jena 1682, Jena 1721 (reader.digitale-sammlungen.de).
- Disputatio De Satisdationibus. Jena 1682 (reader.digitale-sammlungen.de).
- Diss. iur. de rationibus in folle. Jena 1682 (reader.digitale-sammlungen.de), Jena 1713 (reader.digitale-sammlungen.de).
- De re non amplius integra. Jena 1682 (reader.digitale-sammlungen.de), Jena 1713 (reader.digitale-sammlungen.de).
- Diss. de personae excellentia. Jena 1682 (reader.digitale-sammlungen.de).
- Diss. inaug. de fide vicaria. Jena 1682 (reader.digitale-sammlungen.de), Jena 1746 (reader.digitale-sammlungen.de).
- Iurisprudentia Elementaris Ad Ordinem Institutionum Imperialium Directa Et LIII. Disputationibus In Auditorio ICtorum Ventilata. Jena 1683 (digitale.bibliothek.uni-halle.de).
- Dispvtatio Ivridico-Practica, De Nimio. Von dem Was wider die Rechte, in allerley Fällen, zuviel geschicht, und wie sothane Ubertretungen zu bestraffen. Jena 1682, Jena 1738 (digitale.bibliothek.uni-halle.de).
- Dissertatio De Liqvido Eivsqve Jvre, Oder: Von dem, was eine gültige und gewisse Schuld-Forderung sey, deren Beschaffenheit, und was dießfalls Rechtens. Jena 1682 (archive.thulb.uni-jena.de), Jena 1721 (digitale.bibliothek.uni-halle.de).
- Disputatio De Conventionibus In Genere. Jena 1682 (archive.thulb.uni-jena.de).
- Bedencken von Manufacturen in Deutschland, Durch rechten Grund und würckliche Proben vorgestellet, und gemeinem Vaterlande zu gute herausgegeben von Dem Liebhaber gemeiner Wohlfahrt. Jena 1683 (reader.digitale-sammlungen.de).
- Diss. jur. de instrumentis privatis eorumque probatione. Jena 1683 (reader.digitale-sammlungen.de).
- De venatione precaria. Jena 1684, Jena 1743, 3. Aufl. (reader.digitale-sammlungen.de).
- Diss. iur. de fide fracta. Jena 1684, Jena 1742 (reader.digitale-sammlungen.de).
- De executione provisionali. Jena 1684 (archive.thulb.uni-jena.de), Jena 1756 (reader.digitale-sammlungen.de).
- Dissertatio De Ambitu Connubiali. Vom Frey-Werben und Freyers-Männern. Jena 1684 (reader.digitale-sammlungen.de), Jena 1733 (digitale.bibliothek.uni-halle.de).
- Disp. inaug. de immunitatibus praediorum ecclesiasticorum a muneribus. Jena 1684 (reader.digitale-sammlungen.de).
- Palaestra Iuridica : sistens L. Disputationes ad Pandectas & XVI. ad Institutiones Iuris. Jena 1684 (archive.thulb.uni-jena.de).
- De His, Quae Nuda Sunt. Jena 1684 (archive.thulb.uni-jena.de).
- De Regulis Iuris Antiqui. Leipzig und Frankfurt (Main), 1685 (reader.digitale-sammlungen.de).
- De iure investiendi status Imperii, Germanici Romani. Von Reichs-Belehnungen. Jena 1685 (reader.digitale-sammlungen.de), Jena 1706 (reader.digitale-sammlungen.de), Jena 1732 (reader.digitale-sammlungen.de).
- Disputatio Juridica De Matrimonio Absentium. Jena 1685 (reader.digitale-sammlungen.de).
- De Jure Columbarum. Vom Tauben-Recht. Jena 1685 (reader.digitale-sammlungen.de), Jena 1706 (reader.digitale-sammlungen.de), Jena 1733 (reader.digitale-sammlungen.de).
- Dissertatio Inauguralis De Reviviscentia Jurium Extinctorum. Jena 1685 (reader.digitale-sammlungen.de).
- Diss. jur. de iurisdictione criminali. Jena 1685 (reader.digitale-sammlungen.de).
- Disputatio Juridica De Solutione Minoris Summae In Deductionem Majoris, vulgo: auf Abschlag. Jena 1685 (reader.digitale-sammlungen.de).
- De odio violentiae. Jena 1685 (reader.digitale-sammlungen.de).
- Disputationem iuridicam de gynaecocratia in regionibus imperii Germanici. Von Aebtißinnen und Standes-Vormunderinnen im H. R. Reich. Jena 1685, Jena 1706 (reader.digitale-sammlungen.de), Jena 1739 (books.google.de).
- De Jure Apum. Vom Bienen-Recht. Jena 1685, Jena 1711 (digitale.bibliothek.uni-halle.de).
- Casus Bini Partus Dubii. Jena 1685 (archive.thulb.uni-jena.de), Jena 1711 (digitale.bibliothek.uni-halle.de).
- De Actibus Oblativis. Von Vorschlägen. Jena 1685 (archive.thulb.uni-jena.de), Jena 1711 (digitale.bibliothek.uni-halle.de).
- De Copiis Auxiliaribus Statuum Imperii. Von der Reichs-Hülfe. Jena 1685 (digitale.bibliothek.uni-halle.de), Jena 1706 (books.google.de), Jena 1721 (books.google.de), Halle-Magdeburg 1736 (books.google.de).
- De Venatione Precaria. Von Gnaden-Jagten. Jena 1686 (reader.digitale-sammlungen.de).
- Dissertatio iuridica de pecunia doloris. Vom Schmertzgelde. Jena 1686 (digitale.bibliothek.uni-halle.de), Jena 1731 (reader.digitale-sammlungen.de).
- Commentatio Juridica De Bonis Constante Matrimonio Quaesitis. Von denen Währender Ehe erworbenen Gütern. Jena 1686, Jena 1715 (digitale.bibliothek.uni-halle.de), Jena 1742 (reader.digitale-sammlungen.de).
- De mala fide superveniente. Jena 1686 (reader.digitale-sammlungen.de), Jena 1714 (reader.digitale-sammlungen.de).
- Dissertatio iuridica de pecunia doloris. Vom Schmertzgelde. Jena 1686 (digitale.bibliothek.uni-halle.de), Jena 1706 (reader.digitale-sammlungen.de), Jena 1731 (reader.digitale-sammlungen.de).
- De iure inventi thesauri. Von gefundenen Schätzen. Jena 1686 (reader.digitale-sammlungen.de).
- De reorum praerogativa in causis civilibus. Jena 1686, Jena 1722 ([De Reorvm Praerogativa In Cavsis Civilibvs, Oder: Von dem Vorzug derer Beklagten, vor den Kläger, in Bürgerlichen Fällen]).
- Diss. iur. de conditionibus derisoriis, ultimis voluntatibus adiectis. Jena 1687 (books.google.de), Jena 1759 (reader.digitale-sammlungen.de).
- De pari causa, von gleichgeltender Sache. Jena 1687 (reader.digitale-sammlungen.de), Jena 1713 (reader.digitale-sammlungen.de).
- De camera principis. Jena 1687 (reader.digitale-sammlungen.de).
- De Aedificio Praedii Nobilis. Vom Ritter-Sitz. Jena 1687 (reader.digitale-sammlungen.de).
- Disputatio Iuridica De Bonis Parochialibus. Von Pfarr-Gütern. Jena 1687 (reader.digitale-sammlungen.de), Jena 1690 (diglib.hab.de), Wittenberg 1743 (reader.digitale-sammlungen.de)
- De Conquiescente Officio Iudicis. Jena 1687 (digitale.bibliothek.uni-halle.de).
- De Feudificatione In Fraudem Creditorum Facta. Jena 1687 (digitale.bibliothek.uni-halle.de).
- Beati Possidentes. Jena 1687 (archive.thulb.uni-jena.de).
- Discursus juris canonici de poenitentia ecclesiastica. Von der Kirchen-Busse. Jena 1688 (reader.digitale-sammlungen.de), Jena 1712 (reader.digitale-sammlungen.de).
- Brevem Commentationem Ad Singularia Illustrium Bünaviorum Statuta. Jena 1688 (reader.digitale-sammlungen.de).
- Dissertatio Inauguralis Juridica, De Re Pecunia Aliena Comparata. Jena 1688 (reader.digitale-sammlungen.de), Jena 1715 (reader.digitale-sammlungen.de).
- De Annulo Pronubo Vulgo vom Jaworts- oder Trau-Ring. Jena 1688 (reader.digitale-sammlungen.de).
- De odio variationis. Jena 1688 (reader.digitale-sammlungen.de).
- Brevem Commentationem Ad Singularia Illustrium Bünaviorum Statuta. Jena 1688 (reader.digitale-sammlungen.de).
- Dissertatio Inauguralis De Personis Principalibus Iudicium Feudale Constituentibus. Jena 1688 (archive.thulb.uni-jena.de).
- Consultatio, utrum cognitio rerum ecclesiasticarum semper sit penes iura territorii habentem? Jena 1689 2. Aufl. (reader.digitale-sammlungen.de).
- De quinquennio studii iuris. Vom Fünfjährigen Studiren der Rechte. Jena 1689 (reader.digitale-sammlungen.de), Leipzig 1747 (digitale.bibliothek.uni-halle.de).
- Dissertatio inauguralis de instanti mortis hora. Jena 1689 (reader.digitale-sammlungen.de), Jena 1715 (reader.digitale-sammlungen.de).
- De fictionibus tam hominis quam iuris. Jena 1689, Jena 1713 (reader.digitale-sammlungen.de).
- Diss. inaug. de iure agnatorum singulari. Jena 1689, Jena 1760 (reader.digitale-sammlungen.de).
- De Iuris Episcopalis In Terris Protestantium A Romano Catholicis Iniuste Praetensa Reviviscentia. Jena 1689 (reader.digitale-sammlungen.de), Wittenberg 1737 (digitale.bibliothek.uni-halle.de).
- Diss. iur. inaug. quatenus poena in heredes transeat, vel non. Jena 1689 (reader.digitale-sammlungen.de).
- Diss. inaug. de onere dotandi filias illustres patrum apanagiatorum. Jena 1689 (reader.digitale-sammlungen.de).
- De his quae in fraudem legis fiunt. Jena 1689 (reader.digitale-sammlungen.de).
- De Obligatione Svb Infamia. Bey Schelmschelten. Jena 1689 (digitale.bibliothek.uni-halle.de).
- Disp. iur. de conniventia. Jena 1690 (reader.digitale-sammlungen.de).
- De Residentibvs Eorvmqve Jvribvs. Jena 1690.
- Editorum Tractatuum Et Dissertationum Catalogus. Jena 1690 (digitale.bibliothek.uni-halle.de).
- Disputatio Ivridica De Possessione A Detentore Derelicta Vel Prodita, Occasione L. Vlt. C. De possessione a detentore derelicta vel prodita : occasione L. ult. C. de aquirend. ac retinenda possessione. Jena 1690 (reader.digitale-sammlungen.de), Jena 1745 (digitale.bibliothek.uni-halle.de).
- Disputatio Juridica De Æstimatione Judicis. Von Richterlicher Ermäßigung. Jena 1690 (digitale.bibliothek.uni-halle.de).
- De Iusta Aetate. Jena 1690 (Böckel Paul Bornefeld (* Lübeck; † 22. Januar 1708 in Oels), archive.thulb.uni-jena.de).
- De Homicidio A Pluribus Commisso. Jena 1690 (archive.thulb.uni-jena.de).
- Florentissimae Iuventuti. Jena 1690 (archive.thulb.uni-jena.de).
- Dissertatio Iuris Militaris De Mandatis Ducum Militarium. Von Kriegs-Ordre. Jena 1691 (digitale.bibliothek.uni-halle.de), Halle-Magdeburg um 1730 (reader.digitale-sammlungen.de).
- De stipendiis militum. vulgo: Soldaten-Sold. Jena 1691 (reader.digitale-sammlungen.de). Jena 1715 (reader.digitale-sammlungen.de).
- De verbis minitantibvs. Von Drau-Worten. Jena 1691 (reader.digitale-sammlungen.de).
- De Avcvpio Famae Vvlgo von Renommée. Jena 1691 (reader.digitale-sammlungen.de, reader.digitale-sammlungen.de).
- De Protractione Litis. Von Verschleiffung der Rechts-Händel. Jena 1690 (reader.digitale-sammlungen.de).
- De libris officialium. Von Ambts-Registern. Jena 1691 (reader.digitale-sammlungen.de)
- De Literis Reversalibvs, vulgo: von Reversen. Jena 1691 (reader.digitale-sammlungen.de).
- De Societate Vniversali. Jena 1691 (books.google.de), Jena 1712 (digitale.bibliothek.uni-halle.de).
- De Posthabendo Privato Respectu. Jena 1691 (archive.thulb.uni-jena.de).
- De Ratificatione. Jena 1691 (archive.thulb.uni-jena.de).
- Ad Audiendas XXV. Disputationes Schnobelianas Invitatoria. Jena 1691 (archive.thulb.uni-jena.de).
- De Providentia Iudicis. Jena 1692 (reader.digitale-sammlungen.de).
- Diss. inaug. juris feudalis de aere alieno, a successoribus feudi solvendo. Jena 1692, Jena 1736 (reader.digitale-sammlungen.de), Jena 1755 (reader.digitale-sammlungen.de).
- De saevitia. Von der Grausamkeit. Jena 1692 (archive.thulb.uni-jena.de), Jena 1719 (reader.digitale-sammlungen.de).
- De Gratitudine Legali. Jena 1692 (digitale.bibliothek.uni-halle.de).
- De Legatis Primi Ordinis. Von Gesandten des Ersten Rangs. Jena 1692 (archive.thulb.uni-jena.de), Jena 1711 (digitale.bibliothek.uni-halle.de).
- De Pictura. Jena 1692 (archive.thulb.uni-jena.de).
- De Semel Placito. Jena 1692 (archive.thulb.uni-jena.de).
- Dissertationem Inauguralem Iuridicam De Eo, Quod Iustum Est Circa Cessionem Actionum. Jena 1692 (archive.thulb.uni-jena.de).
- De providentia maiorum. Jena 1693 (reader.digitale-sammlungen.de), Jena 1751 (reader.digitale-sammlungen.de).
- De causis dubiis. Von zweifelhaften Fällen. Jena 1693 (digitale.bibliothek.uni-halle.de), Jena 1713 (reader.digitale-sammlungen.de).
- De furto domestico. Jena 1693 (reader.digitale-sammlungen.de).
- De vario iure. Jena 1693 (reader.digitale-sammlungen.de).
- Diss. inaug. de affectionibus feudi proprii. Jena 1693 (reader.digitale-sammlungen.de).
- De citatione subsidiali. Jena 1693 (reader.digitale-sammlungen.de).
- Programma Quo Ad Audiendam Synopsin Iuris Feudalis Strykianam Tribus Disputationibus. Jena 1693 (archive.thulb.uni-jena.de).
- De Iniuriis, Quae Haud Raro Novis Nuptis. Quedlinburg 1699 (reader.digitale-sammlungen.de).
  - I. Per Sparsionem Dissectorum culmorum frugum Germ. Durch das Herckerling-Streuen.
  - II. Per iniustam interpellationem ulterioris proclamationis, Durch ungebührlichen Einspruch.
  - III. Per ligationes Magicas, Durch das Nestel-Knüpffen, inferri solent.
- Ivrisprvdentia Criminalis singulorum delictorum naturam & poenas nec non Processum Inquisitorium Exercitationibus XVI succincte repraesentans post Auctoris obitum edita & necessariis supplementis aucta cura. Jena 1701 (Veröffentlicht von Burkhard Gotthelf Struve, reader.digitale-sammlungen.de).